# Agathe Thornton
Pour les articles homonymes, voir Thornton.
Agathe Thornton (1910-2006) est une philologue néozélandaise, professeure de lettres classiques à l'université d'Otago de 1948 à 1975. Elle est la fille de Karl Schwarzschild (1873-1916) et la sœur de Martin Schwarzschild (1912-1997).

## Biographie
Agathe Schwarzschild naît le 20 novembre 1910. En 1933, elle n'a d'autre choix que de quitter l'Allemagne[évasif]. Grâce à l'intervention personnelle de l'astronome Cecilia Payne-Gaposchkin (1900-1979) et avec le soutien financier d'un « donateur anonyme » — qui sera ultérieurement identifié comme étant Arthur Eddington (1882-1944) —, elle est admise au Newnham College, à Cambridge, afin d'y poursuivre ses travaux en philologie classique. Elle déménage à Édimbourg où, en 1939, le professeur Greaves (1897-1955) paye la caution qui lui évite d'être internée sur l'île de Man. Elle épouse Harry Thornton. En 1947, ils émigrent en Nouvelle-Zélande quand Harry est nommé chargé de cours de philosophie à l'université d'Otago, à Dunedin. Agathe devient professeure de lettres classiques dans la même université. Dans les années 1970, elle étudie la culture maorie.